# 諾凱馬

諾凱馬是哥倫比亞的城鎮，位於該國中部，由昆迪納馬卡省負責管轄，距離首府波哥大67公里，始建於1605年，面積69平方公里，海拔高度1,093米，2005年人口5,303。
5°04′N 74°23′W / 5.067°N 74.383°W